# Luís Mendes de Morais

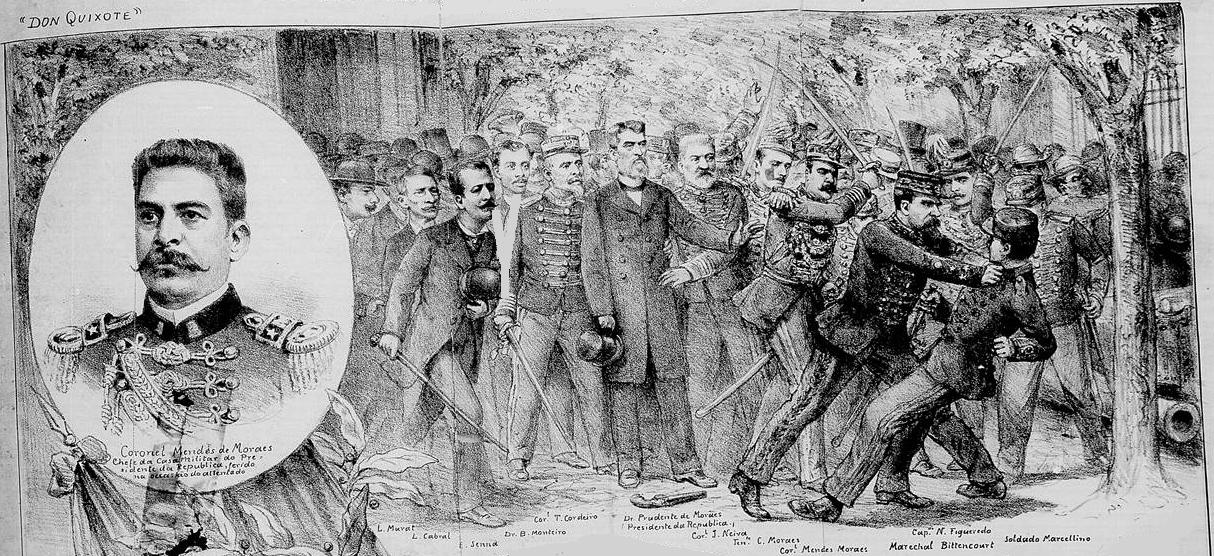
Atentado contra a vida do Presidente Prudente de Moraes em 5 de novembro de 1897, no Arsenal de Guerra. No detalhe, o então Coronel Mendes de Morais, chefe da Casa Militar, ferido na ocasião do atentado.

O general-de-divisão Luís Mendes de Moraes (São Paulo, 1850 — Rio de Janeiro, 1914) foi um militar brasileiro.
Comandou a 1ª Região Militar, no Rio de Janeiro, de 17 de novembro de 1906 até 21 de janeiro de 1909.
Foi ministro da Guerra, de 27 de maio a 14 de junho de 1909, na presidência de Afonso Pena, permanecendo no cargo até 18 de junho de 1909, na presidência de Nilo Peçanha.